# Dancing with the Moonlit Knight
Dancing with the Moonlit Knight è il brano di apertura dell'album dei Genesis Selling England by the Pound, pubblicato nel 1973.
La canzone inizia con la voce a cappella di Peter Gabriel e progressivamente aumenta di intensità e di andamento, delineandosi in una potente esecuzione rock. Il brano è notevole per il fatto che in una delle molte tracce Tony Banks usi il suo nuovo Mellotron M400 appena acquistato; verso la metà del brano un coro a 8 voci ne caratterizza la linea dominante, nella sezione di chiusura vengono usati gli archi. In modo particolare, la canzone viene anche menzionata per l'uso da parte del chitarrista Steve Hackett della tecnica del tapping e sweep-picking.
Il testo rappresenta una denuncia venata d'ironia dell'Inghilterra contemporanea, come testimoniano i frequenti riferimenti alla cultura inglese disseminati al suo interno, spesso sotto forma di neologismi e giochi di parole che - peraltro - ricorrono in tutto l'album. Lo stesso verso che dà il titolo all'album (Selling England by the Pound, "vendendo l'Inghilterra alla libbra") fa parte del testo di questo brano.
Uno dei temi principali di questo brano viene ripreso nella traccia di chiusura del disco, Aisle of Plenty, enfatizzando la pur vaga unità concettuale di tutto l'album. I Genesis ricorreranno ancora alla citazione incrociata di temi fra brani diversi in album successivi come The Lamb Lies Down on Broadway, A Trick of the Tail, Wind & Wuthering e Duke.
Nonostante, come tutti i brani dell'era di Peter Gabriel nei Genesis, il brano sia accreditato all'intero gruppo, in realtà era principalmente una creazione di Gabriel ed Hackett, con contributi comunque di tutti: ad esempio la coda fu composta da Rutherford, e diverse improvvisazioni interne furono opera di tutto il gruppo.

## Componenti
- Peter Gabriel: voce, flauto, oboe, bass drum, tamburello
- Steve Hackett: chitarra elettrica e acustica
- Mike Rutherford: basso e chitarra acustica, bass pedals
- Tony Banks: ARP Pro Soloist, Mellotron, organo Hammond, piano
- Phil Collins: percussioni